# Cha chaan teng

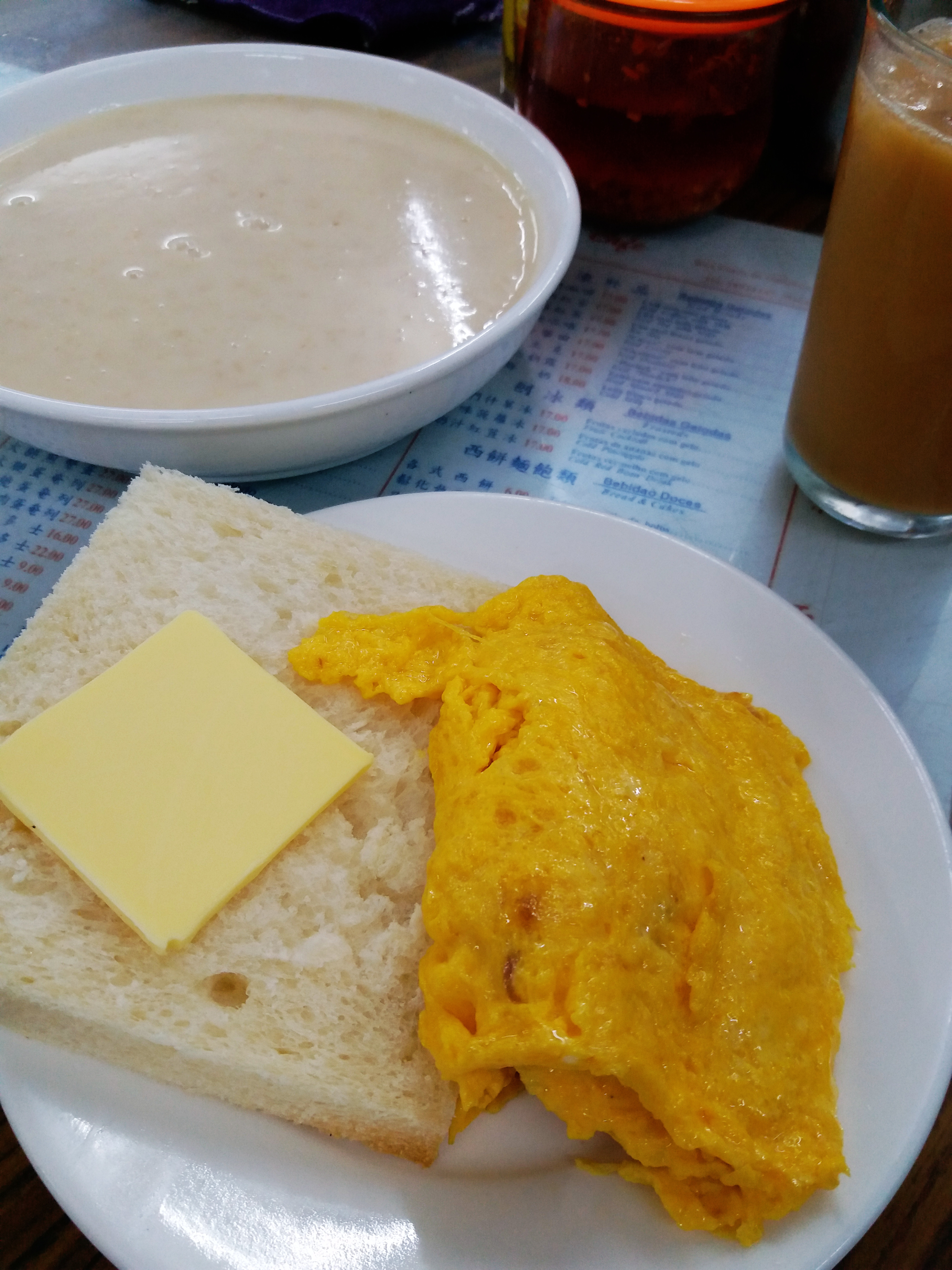
um pequeno-almoço definido num Cha chaan teng em Macau

Cha chaan teng é um tipo de restaurante chinês comumente encontrado em Hong Kong, conhecido pelas refeições eclécticas de preço acessível, que incluem muitos pratos da gastronomia de Honk Kong e de cozinha ocidental ao estilo de Hong Kong. Este tipo de restaurante também é popular em Macau. Desde os anos 80, também é possível encontrá-los nos bairros Chinatown de muitos países ocidentais, na Austrália, Canadá, Reino Unido e Estados Unidos, por exemplo.

## Nome e Descrição
Os restaurantes Cha Chaan Teng oferecem chá (geralmente fraco) apelidado de "chá claro" (清茶 cing1 caa4), aos clientes assim que estes se sentam. Alguns usam o chá quente para lavar os seus talheres. O nome que significa literalmente "restaurante de chá", serve para distinguir este tipo de estabelecimento dos restaurantes ocidentais que servem água aos utentes em vez de chá. O chá no nome refere-se a chá preto (barato) e não ao chá chinês servido em restaurantes e casas de chá tradicionais (茶樓 caa4 lau4). Alguns cha chaan tengs preferem usar a palavra "café" nos seus nomes.
O "chá" pode também referir-se a bebidas que têm como base o chá, tal como chá com leite ao estilo de Hong Kong e chá frio com limão, que também são populares nos cha chaan tengs. As gerações mais antigas de Hong Kong usam a expressão yum sai cha (飲西茶 lit. "drinking Western tea"), para se referir ao acto de frequentar um cha chann teng em oposição ao yum cha.

## Notes
1. ↑  Chong, Vince (23 de dezembro de 2007). «Keeping alive a tea cafe culture». The Straits Times. p. 28